# Sedoheptuloză
Sedoheptuloza (denumită și pseudoheptuloză sau D-altro-heptuloză) este o monozaharidă de tip cetoză (mai exact o cetoheptoză) și are formula moleculară C7H14O7. Este una dintre puținele heptoze regăsite în natură, mai exact în diverse fructe și legume. Este un compus cu 7 atomi de carbon, șase grupe hidroxilice și o grupă funcțională cetonă.
Sedoheptuloza este un intermediar în căile metabolice ale respirației și fotosintezei la plante, și joacă un rol vital în calea pentozo-fosfat.